# パダンバイ
座標: 南緯8度31.519分 東経115度30.224分 / 南緯8.525317度 東経115.503733度
パダンバイ（Padangbai）は、バリ島東部（インドネシア）の小さな港町である。小スンダ列島のロンボク島、ギリとへのフェリーポートがある。また、クタの大きなビーチと違い、素朴な小さな町の雰囲気を好む人々に人気の浜辺の町である。
フェリーターミナルの近くの浜辺の他に北にある浜辺は地元で青い潟として知られ、町の南方にはシークレット・ビーチがある。これらの浜辺には、食事やビールを出す小さな家族が所有するワルンの一群がある。新鮮な魚料理(ikan goleng)が美味しい。フェリーポート周辺とその東の浜辺沿いにかけて小規模な宿が点在している。

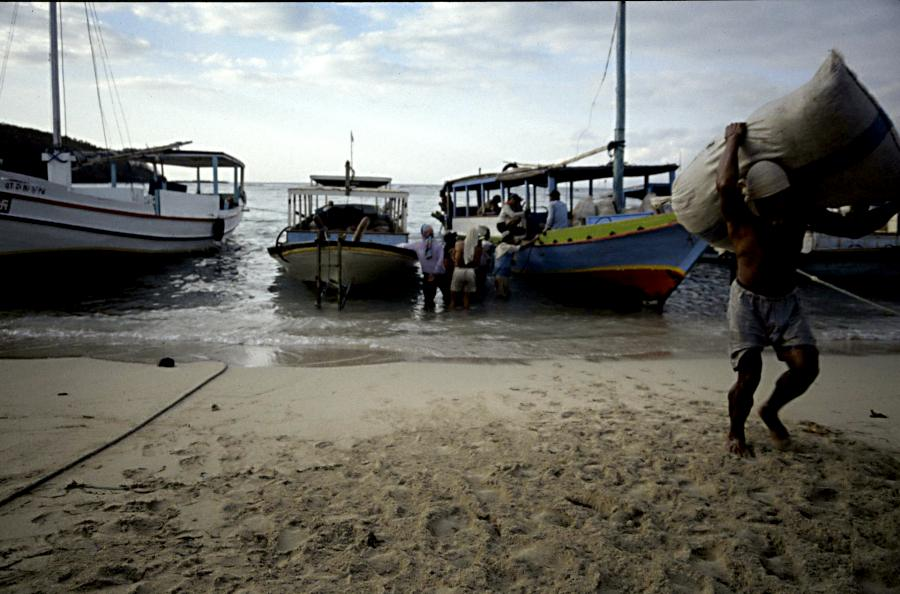
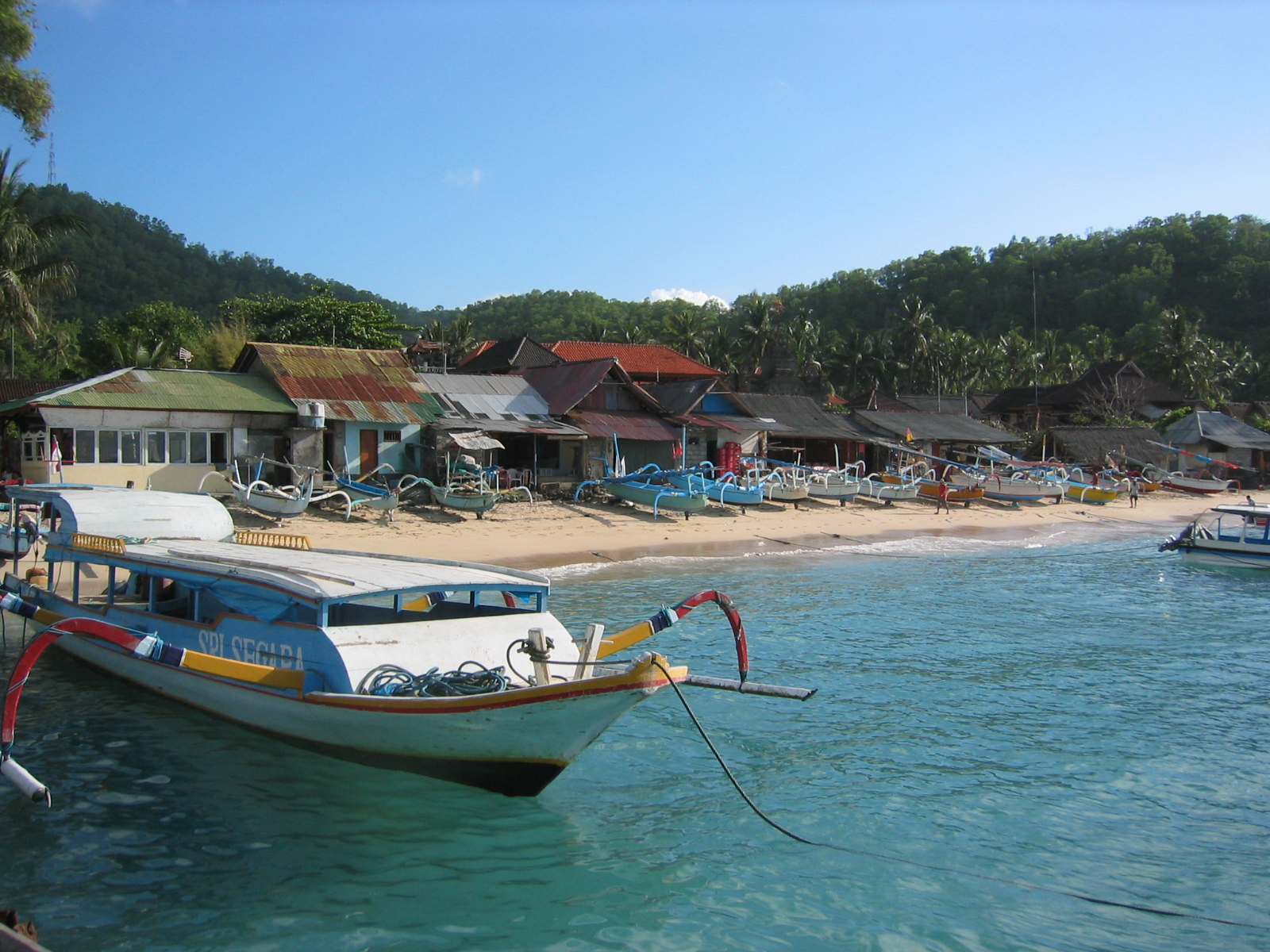
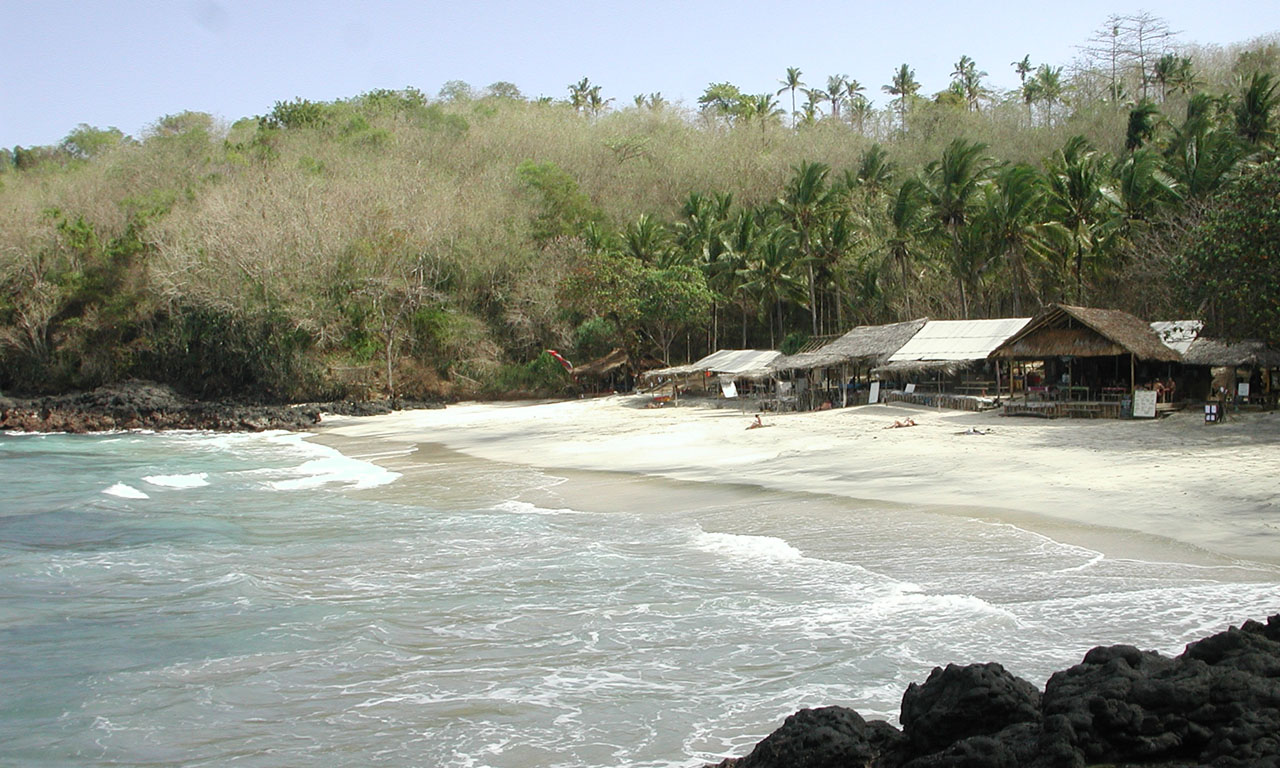
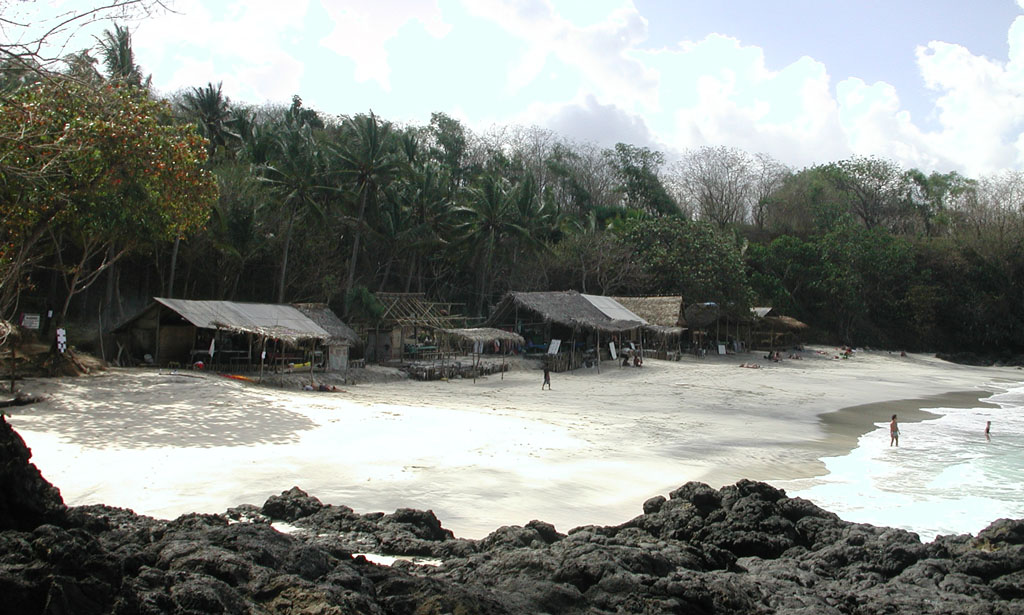
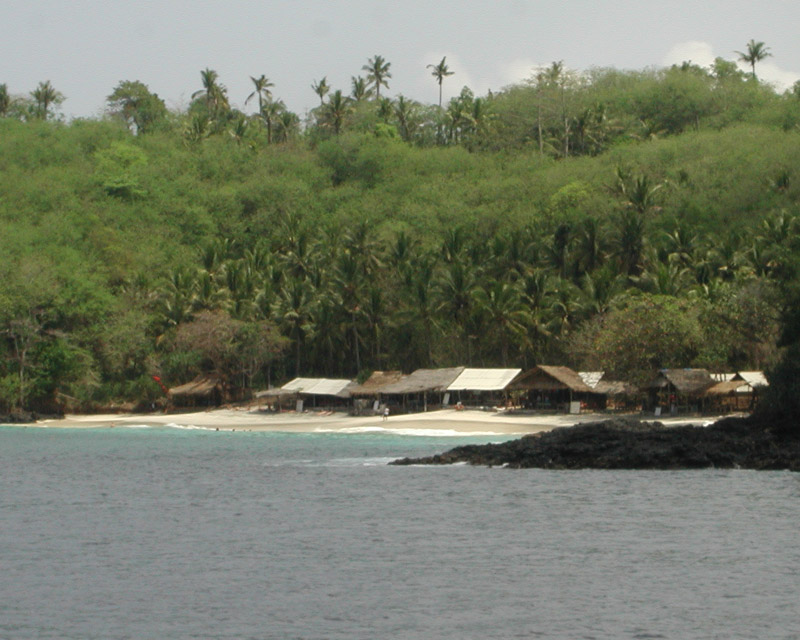
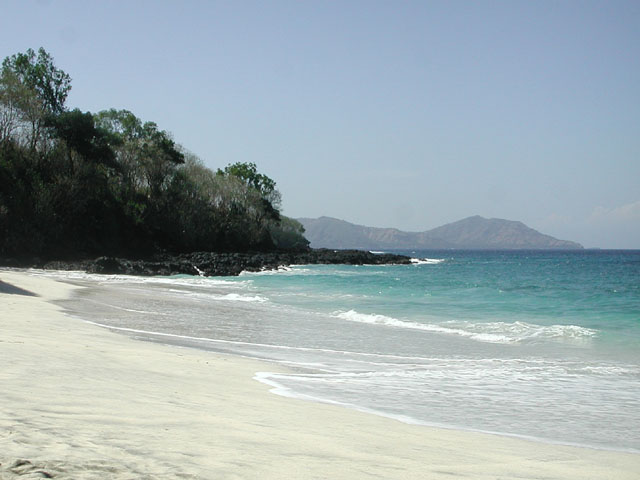
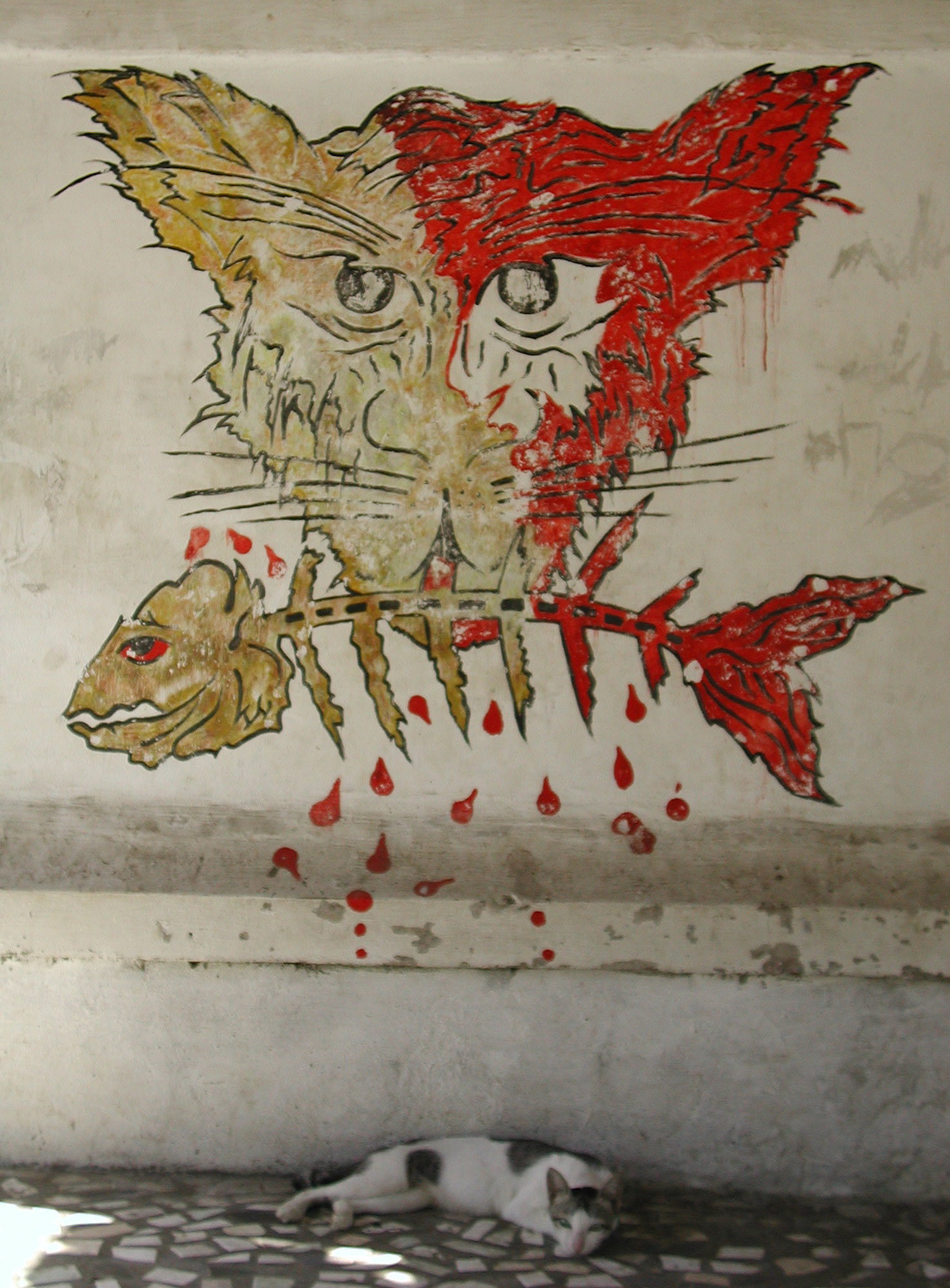